# Грубер, Бернхард
Бе́рнхард Гру́бер (нем. Bernhard Gruber, род. 12 августа 1982 года в Шварцахе, Австрия) — австрийский двоеборец, олимпийский чемпион 2010 года в командном первенстве, трёхкратный чемпион мира.

## Спортивная карьера
Бернхард Грубер дважды участвовал в олимпийских играх. На Олимпиаде 2010 года в Ванкувере он стал олимпийским чемпионом в командном первенстве и завоевал бронзовую медаль в соревнованиях на большом трамплине с 10 километровой гонкой. В 2014 году в Сочи Грубер стал третьим вместе с командой.
На чемпионатах мира участвует с 2009 года. В  2011 году в Хольменколлене стал двукратным чемпионом мира в командах на большом и нормальном трамплинах. На чемпионате мира 2013 года завоевал 2 серебряные медали в личных соревнованиях и командном спринте на большом трамплине. В 2015 году стал чемпионом мира в личном первенстве на большом трамплине.
В кубке мира Грубер дебютировал в 2003 году, в марте 2008 года одержал свою первую победу на этапе Кубка Мира. На конец 2015 года имеет 5 побед на этапах Кубка Мира в индивидуальных соревнованиях и 21 подиум.